# Лоба (деревня)
Лоба́ (чув. Лопа) — деревня в Красночетайском районе Чувашской Республики. Входит в состав Пандиковского сельского поселения.

## География
Находится в северо-западной части Чувашии на расстоянии приблизительно 10 км на север от районного центра села Красные Четаи.

## История
Возникла как сельскохозяйственная артель в 1928 году. В 1939 году было учтено 123 жителя, в 1979 — 62. В 2002 году было 20 дворов, в 2010 — 9 домохозяйств. В 1928 году был создан колхоз «Лоба».

## Население
Постоянное население составляло 24 человека (чуваши 100 %) в 2002 году, 16 в 2010.